# Jüdischer Friedhof (Miroslav)
Koordinaten: 48° 56′ 35,7″ N, 16° 19′ 11″ O

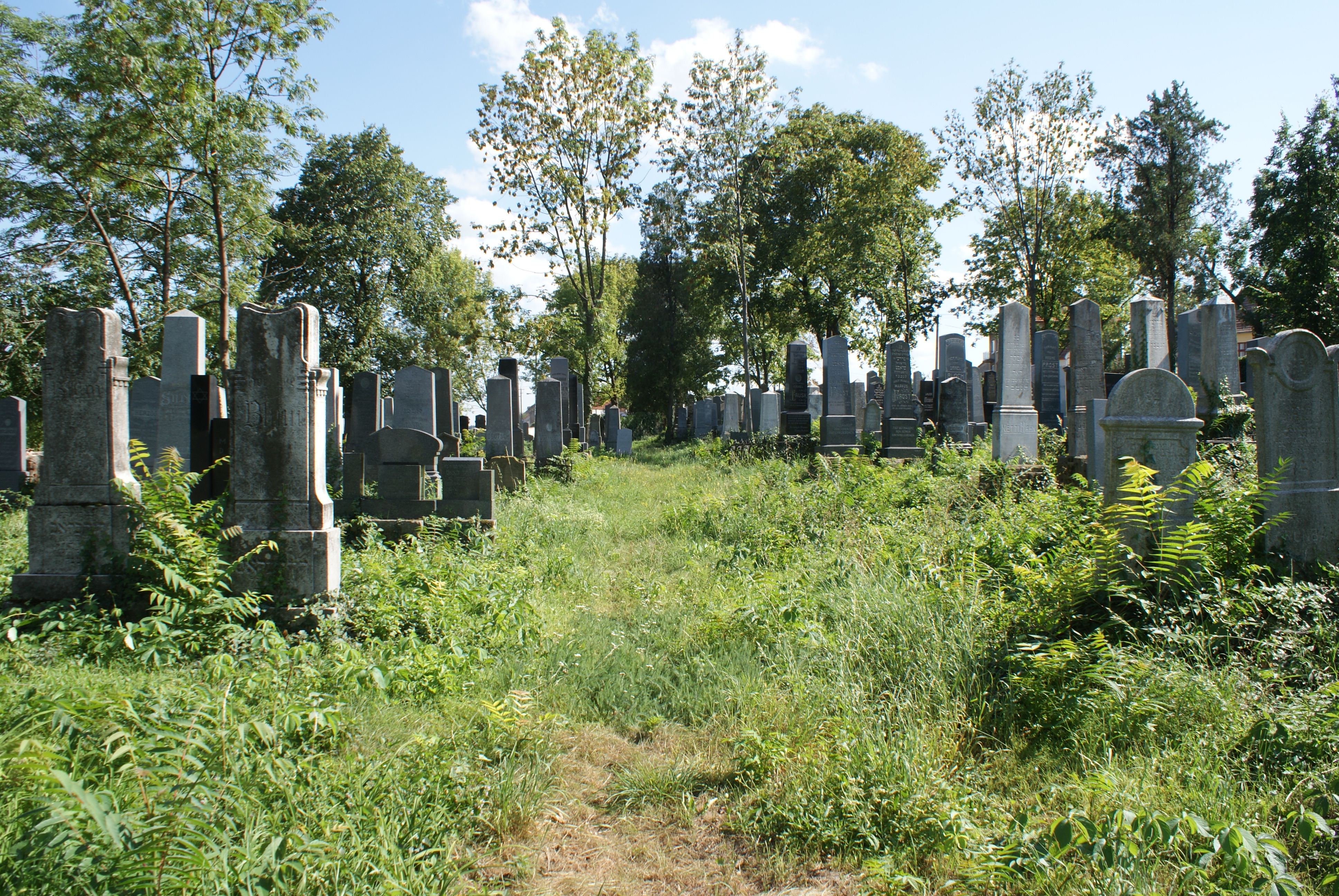
Jüdischer Friedhof in Miroslav

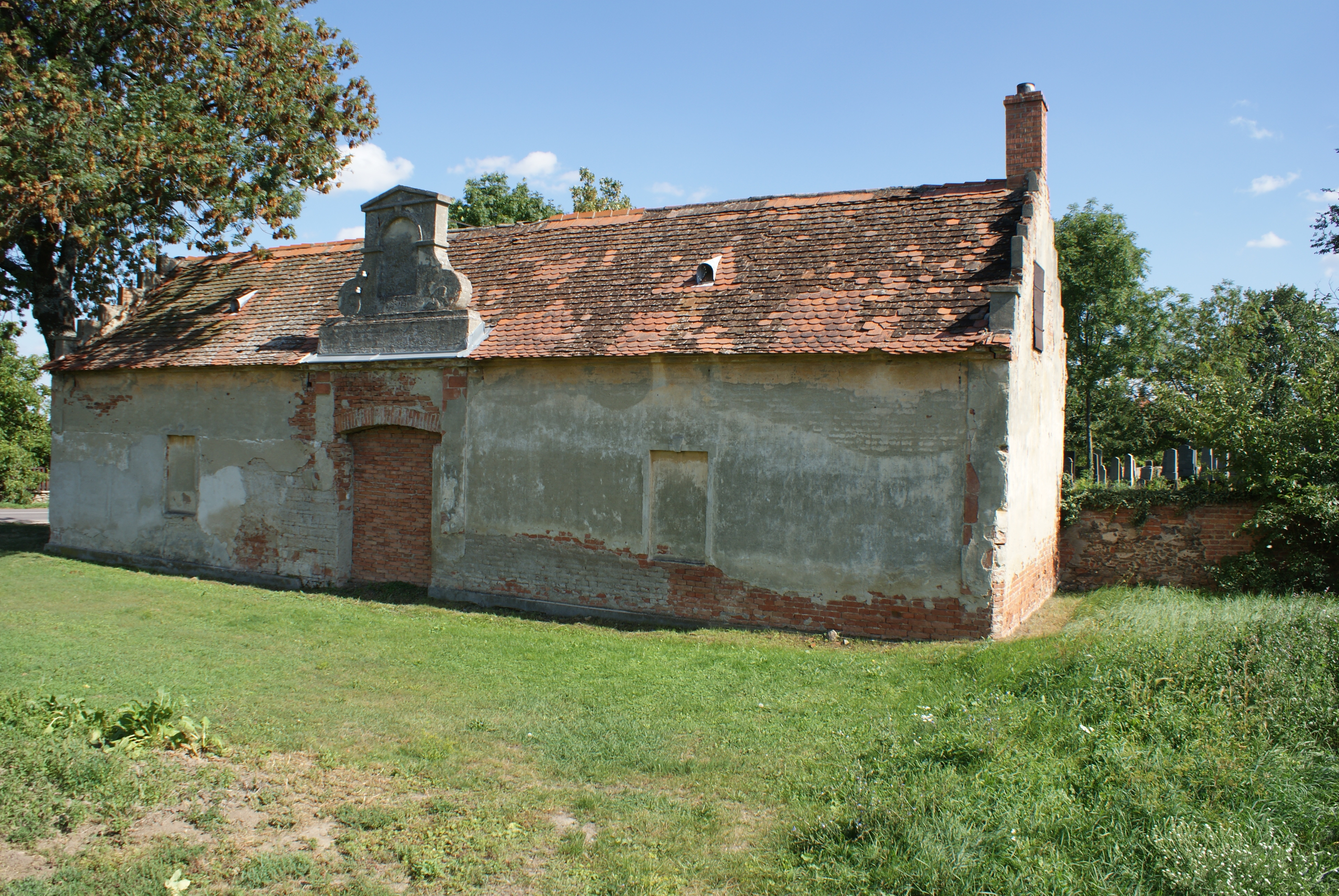
Taharahaus

Der Jüdische Friedhof in Miroslav (deutsch Mißlitz), einer Stadt in der Südmährischen Region in Tschechien, wurde vermutlich zu Beginn des 17. Jahrhunderts östlich von Wenzelsdorf angelegt.
Auf dem jüdischen Friedhof befinden sich heute noch über 200 Grabsteine. Die ältesten lesbaren Grabinschriften tragen die Jahreszahlen 1691 beziehungsweise 1693.